# Cuautinchán
Cuautinchán (del náhuatl: cuauhtli, in, chan ‘águila, plural, casa’‘Casa de las águilas’) es una población del estado de Puebla, en México. Es cabecera del municipio del mismo nombre. Se encuentra unos 35 km al oriente de la capital del estado.

## Economía
El tipo de actividad económica predominante es la agropecuaria. Se siembran principalmente trigo, frijol, maíz y haba. Además, se cultivan durazno, capulín y ciruela. Existen también la ganadería, la crianza de aves y la porcicultura. En la industria, se encuentran una cementera y una exportadora de muebles de madera.

## Cultura

### El exconvento franciscano
Un monumento muy importante del municipio es el exconvento franciscano, construido en el siglo XVI y dedicado a San Juan Bautista. Lo diseñó el arquitecto español Francisco Becerra, en un estilo renacentista. El templo se terminó en 1590. Se dañó en varias ocasiones, sobre todo durante la Revolución mexicana, cuando sufrió saqueos y daños por escopetas y otras armas, y en junio de 1999, por un terremoto de 7 grados en la escala de Richter.[cita requerida]
Dentro del templo se encuentra un retablo que contiene seis pinturas que muestran imágenes de la vida de Jesucristo. Datan de finales del siglo XVI y se han atribuido al pintor flamenco Simón Pereyns.

### Museo
A un costado del templo de San Juan Bautista se encuentra un museo de arte religioso. En este se hallan retablos de finales del siglo XVI, de estilo renacentista, cuyo tema es «Cristo Martirológico».[cita requerida]

## Galería

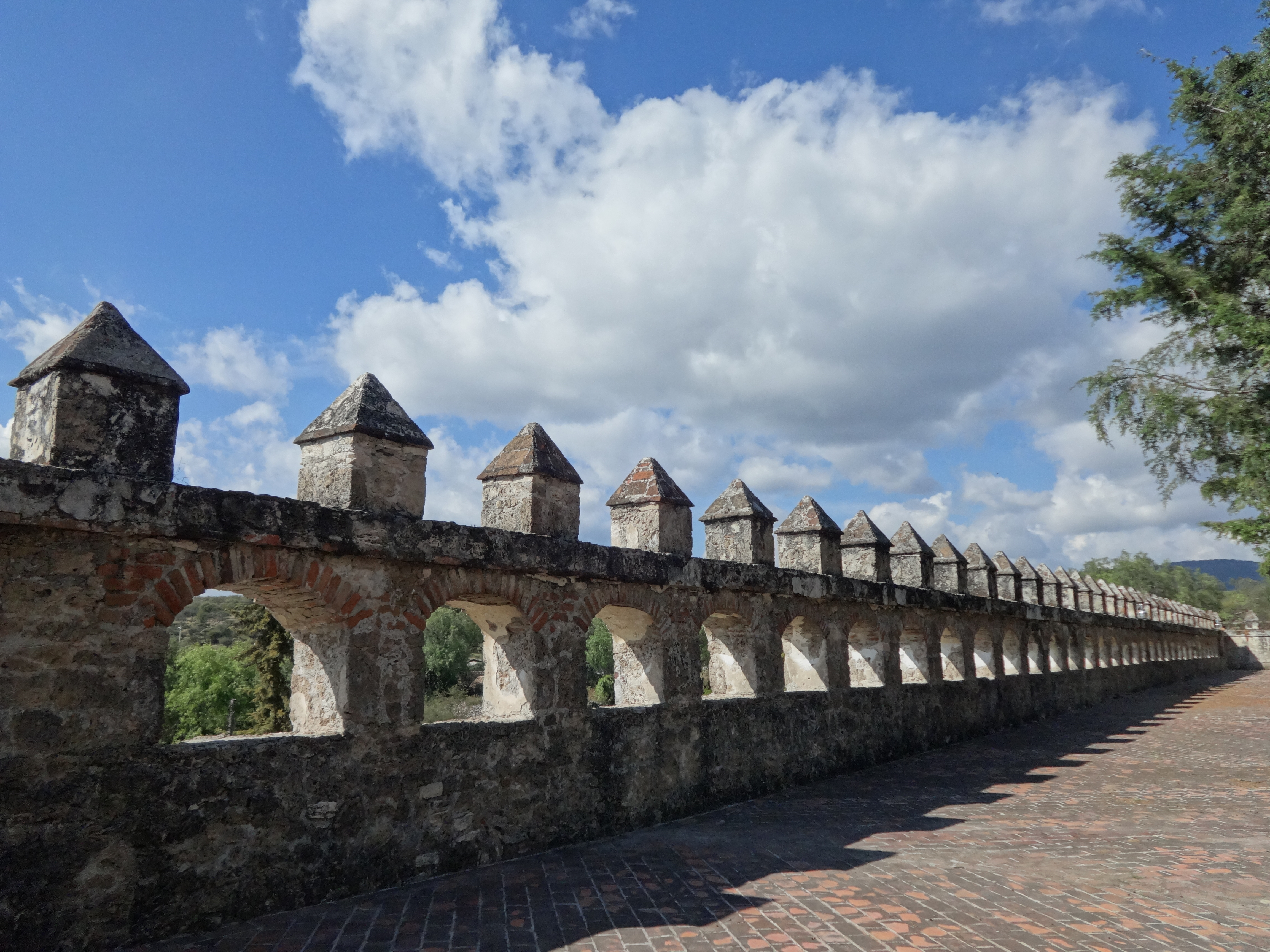
Muro del Ex Convento.
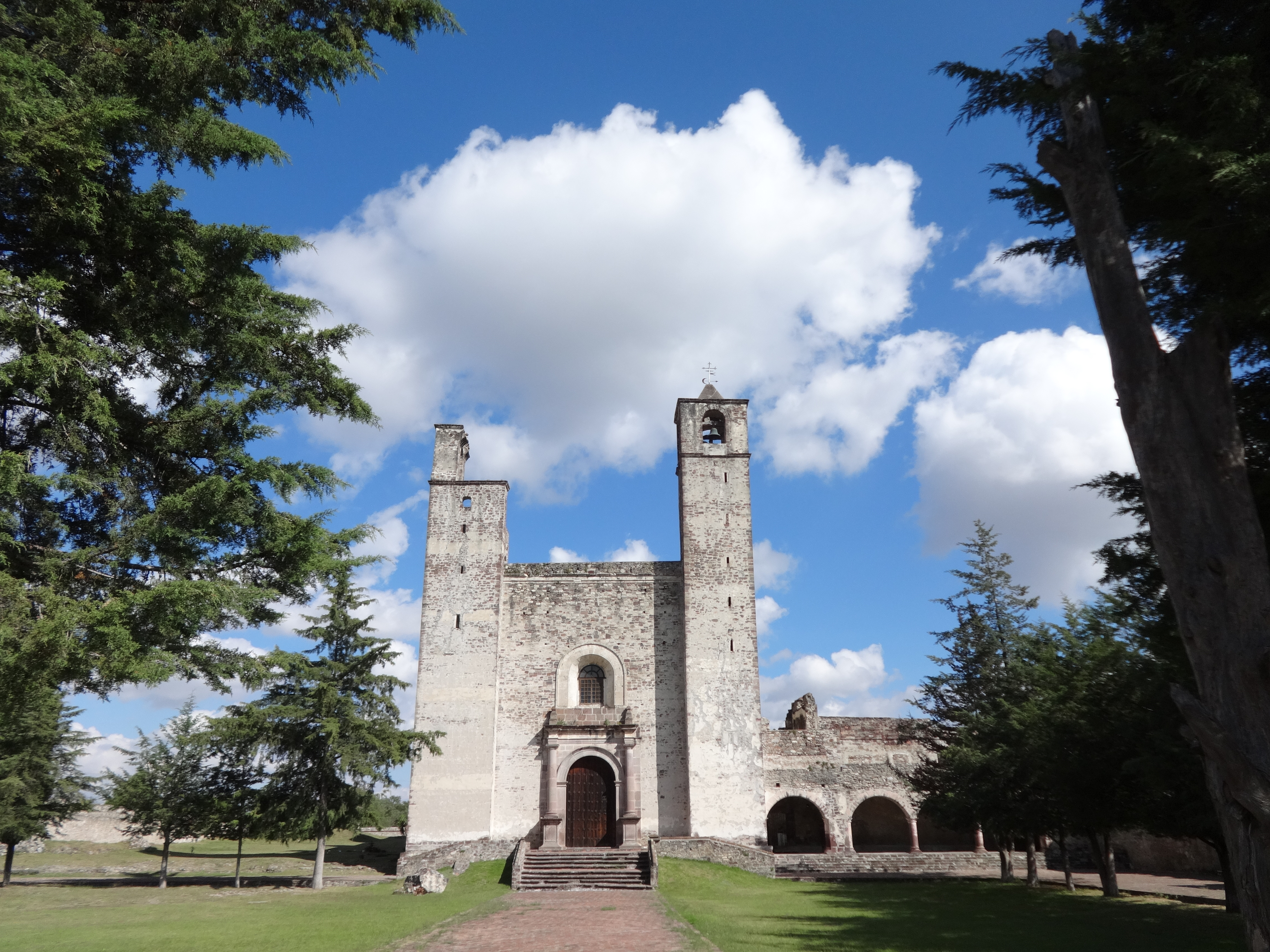
Fachada vista desde el atrio.
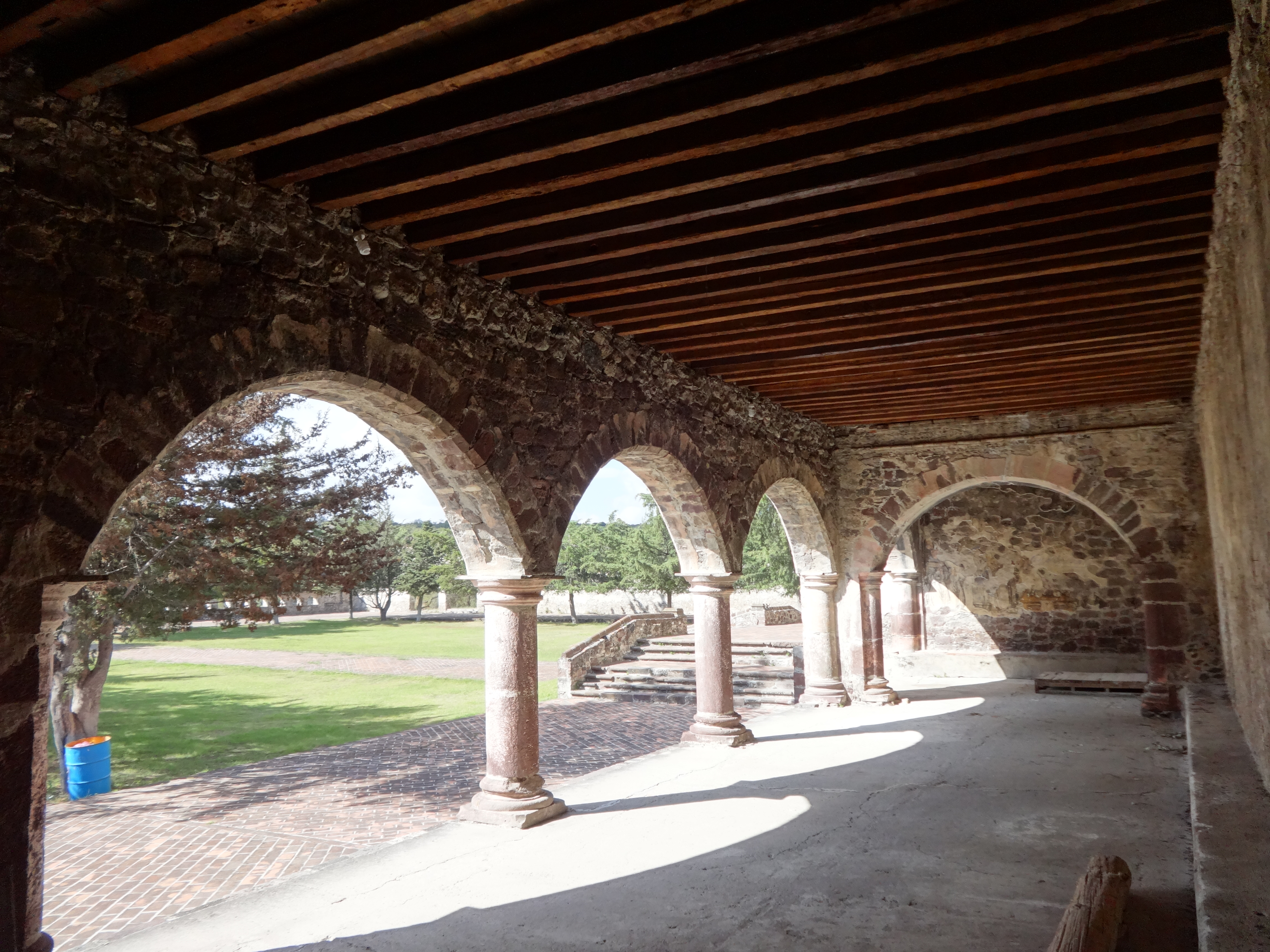
Portal de Peregrinos.
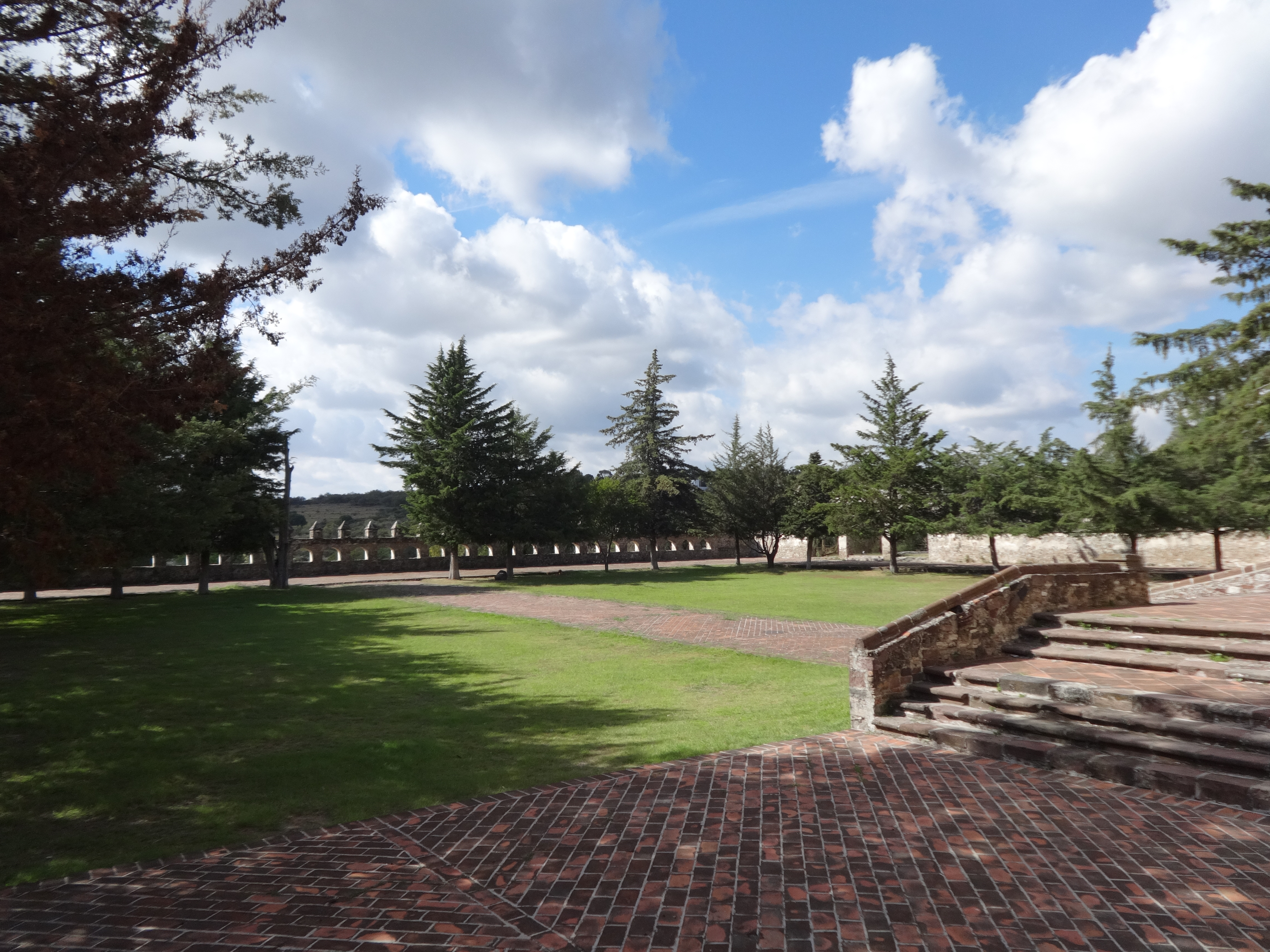
Extensión del atrio.
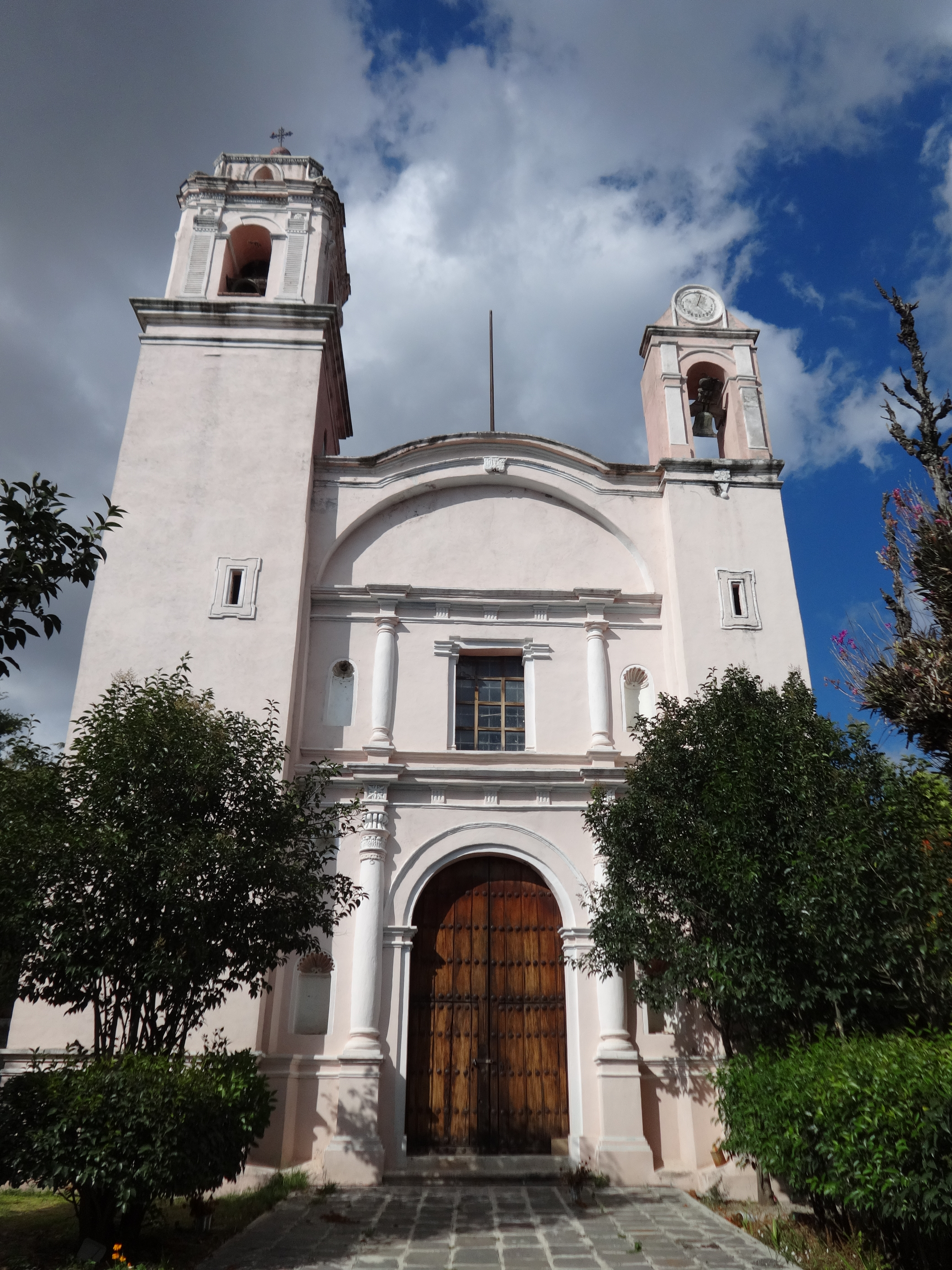
Museo de Arte Religioso.
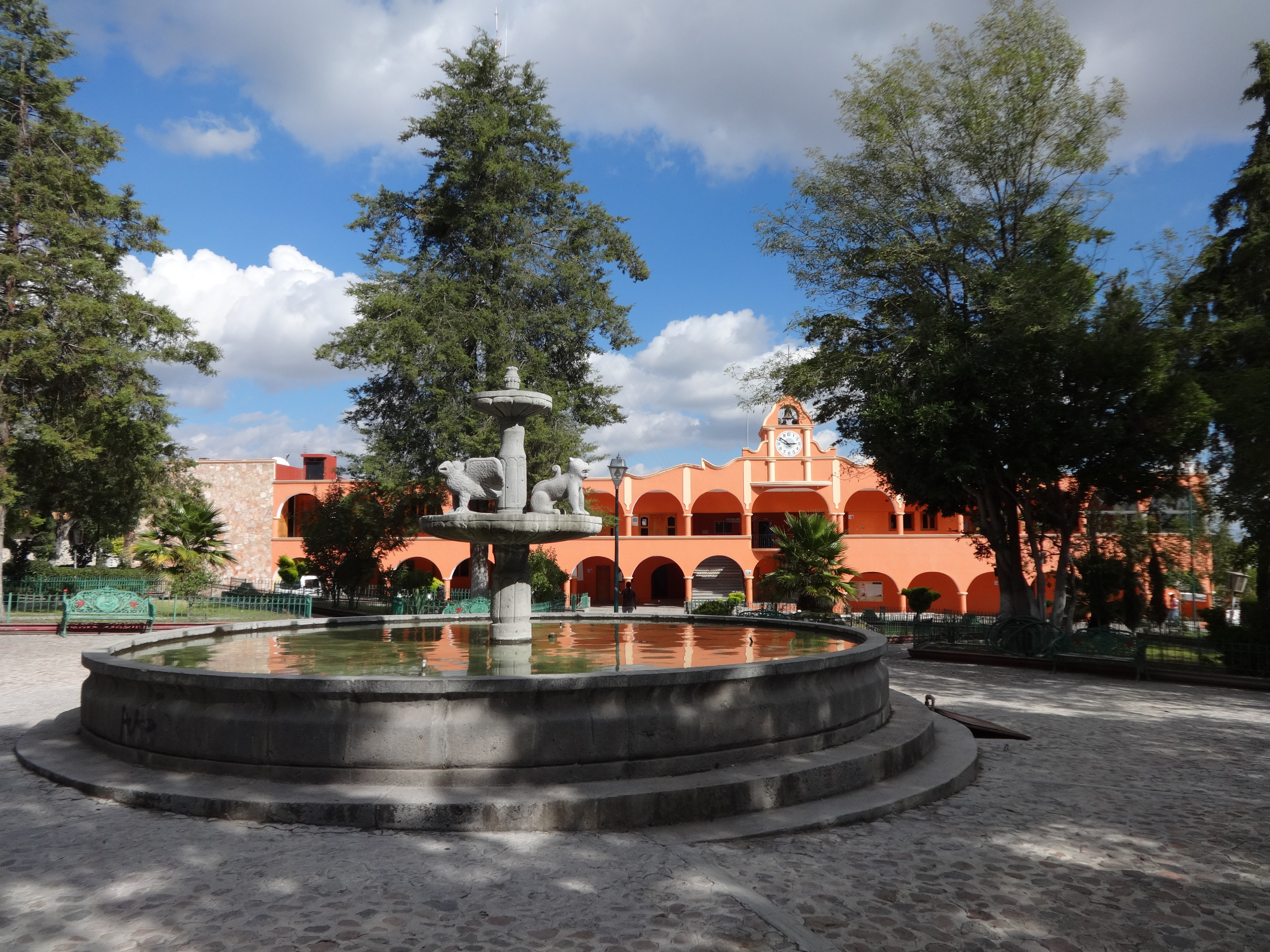
Plaza principal y, al fondo, el Palacio Municipal.
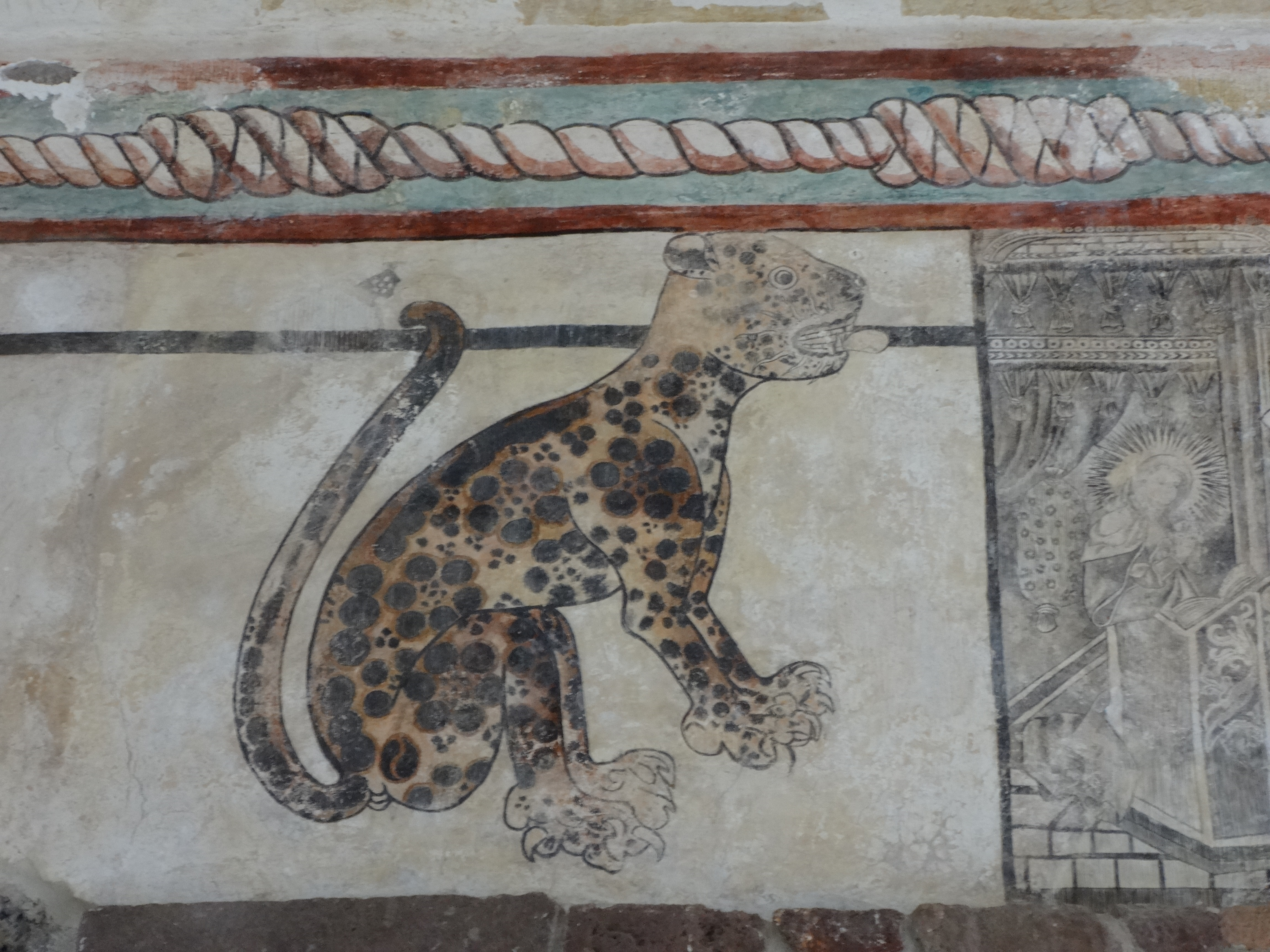
Fresco de jaguar, en el interior del convento.
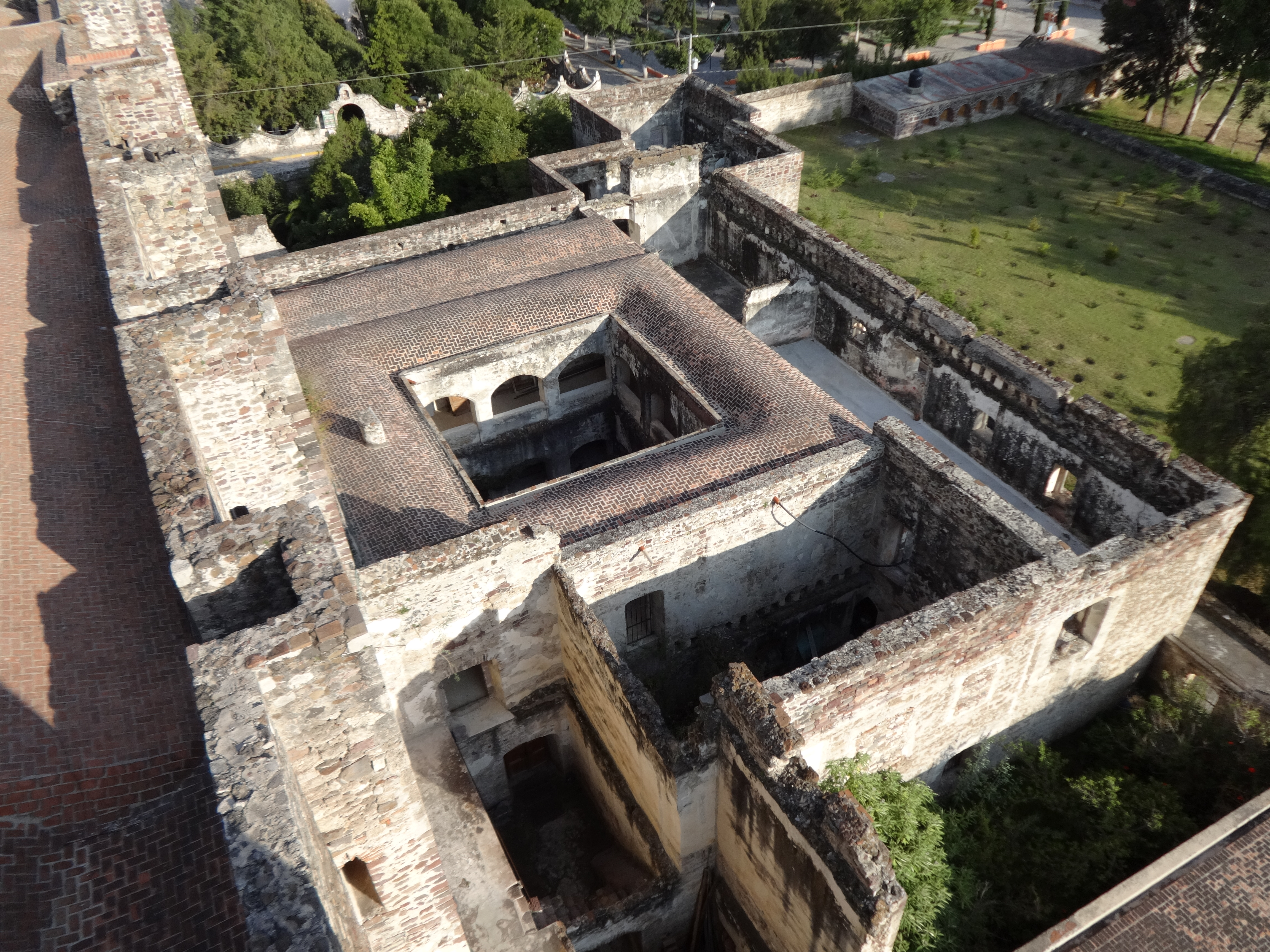
Vista del complejo desde la torre sur.
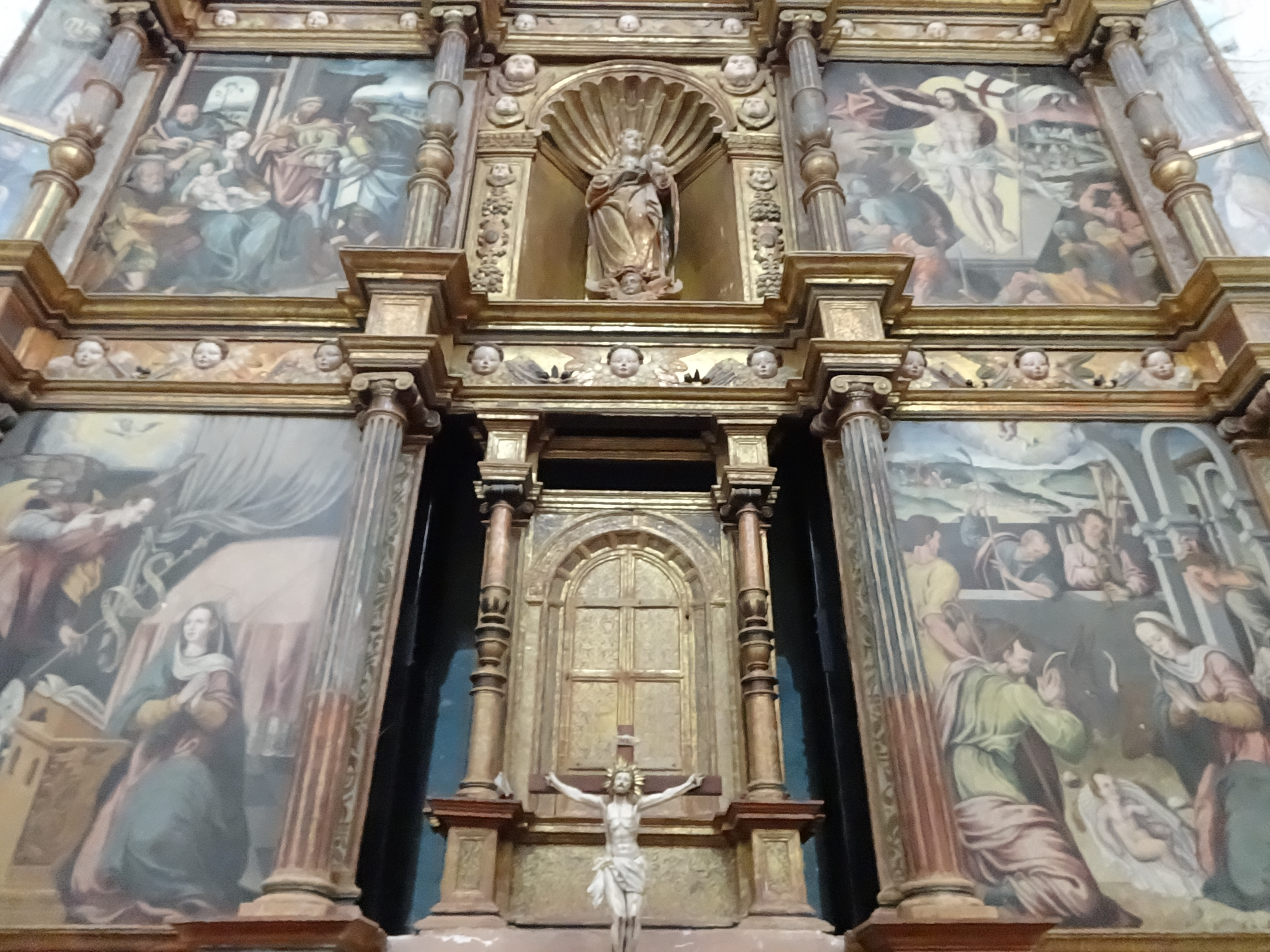
Detalle del retablo principal.
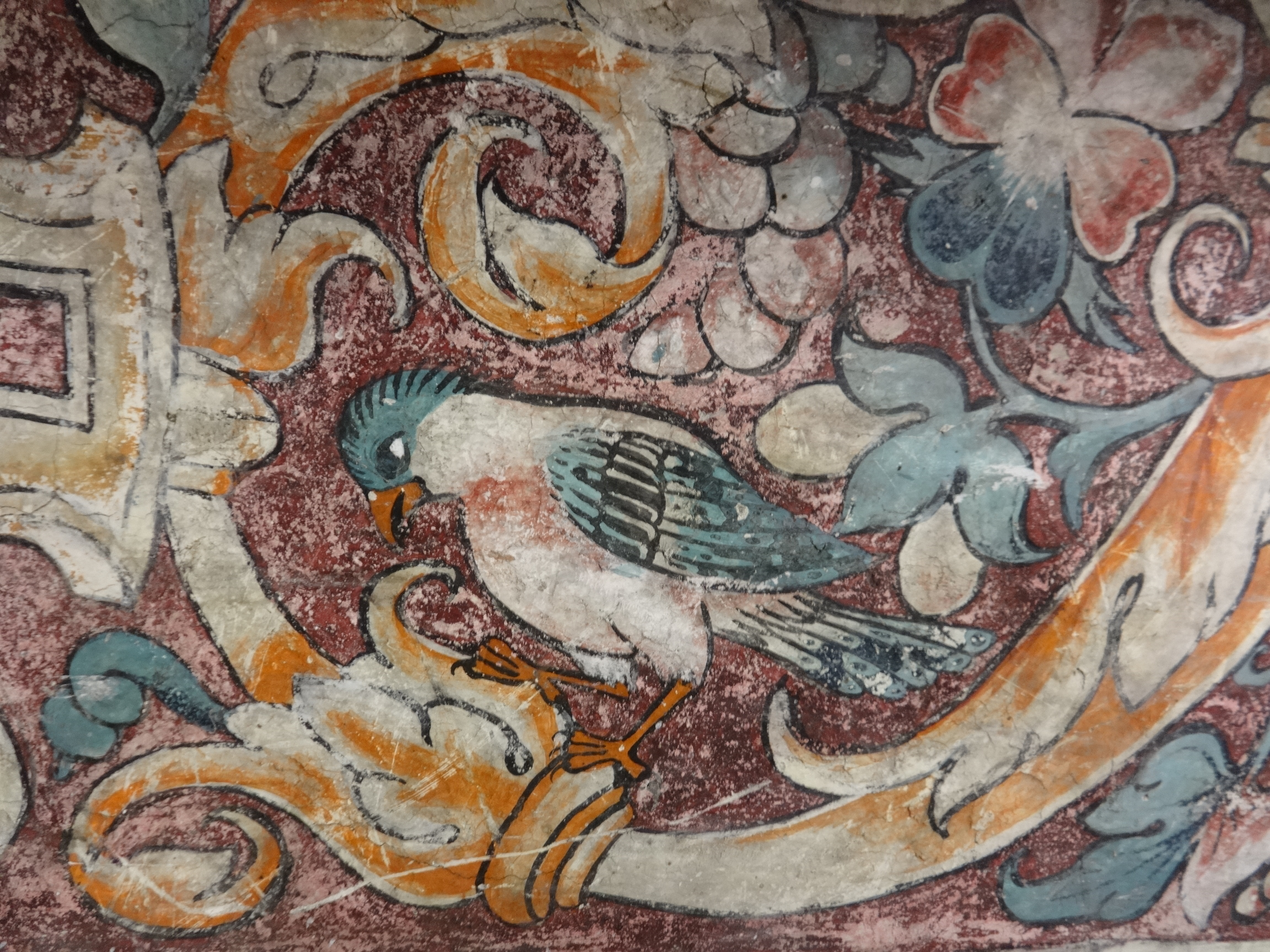
Mural original detrás del retablo principal.
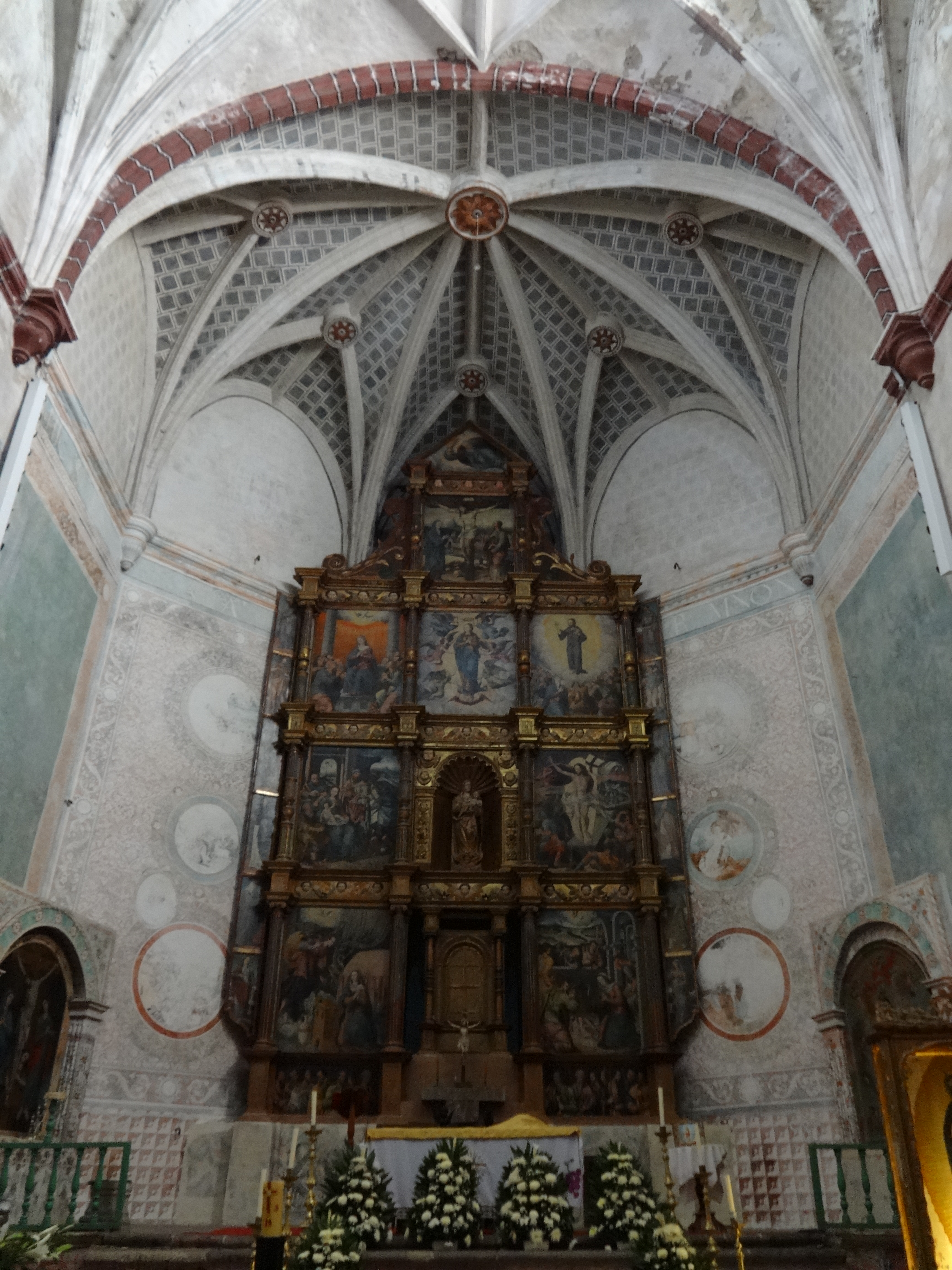
Vista total del retablo.
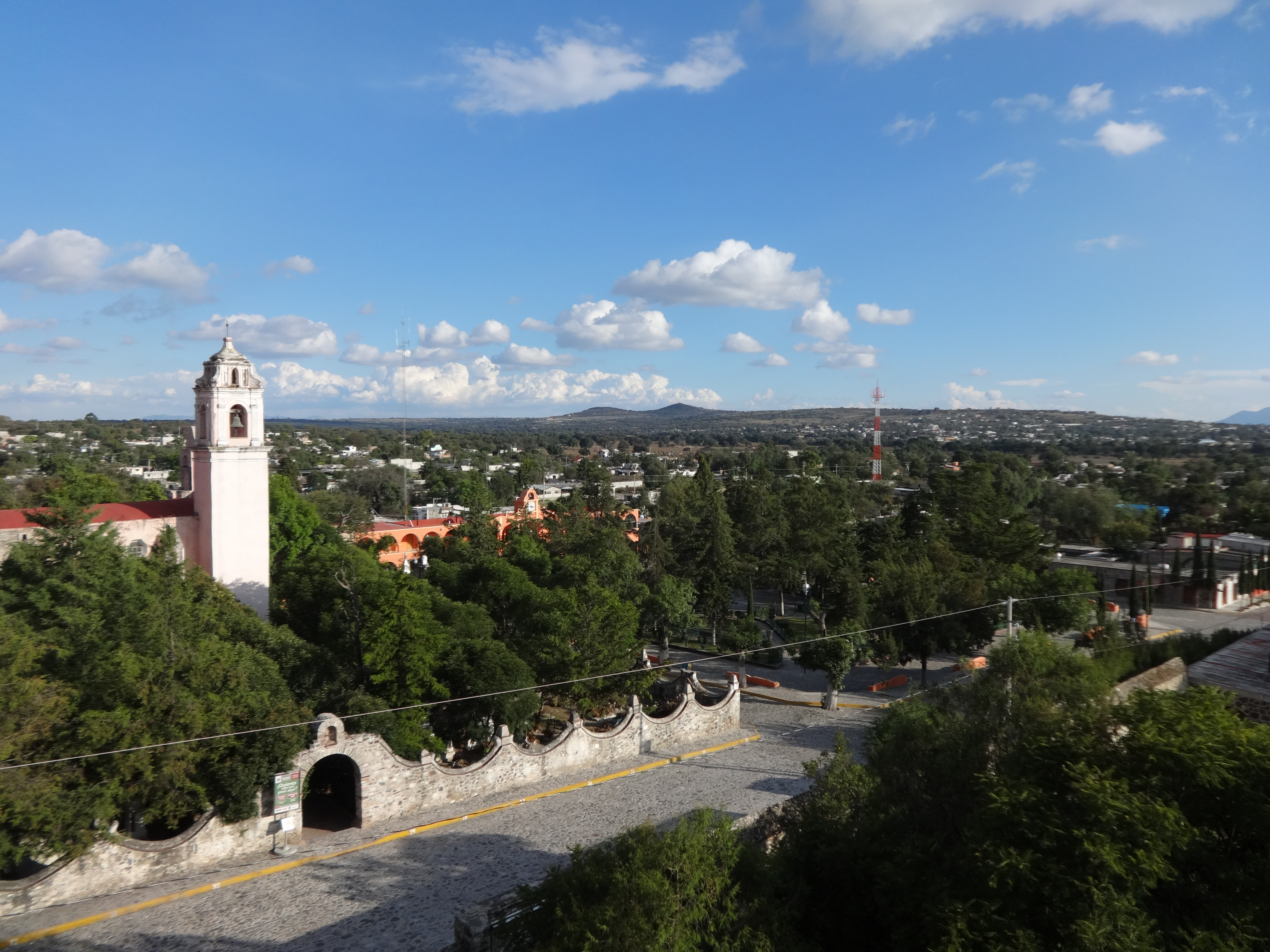
Vista de la plaza principal y del museo desde el convento.